# Clathromangelia rhyssa
Clathromangelia rhyssa é uma espécie de gastrópode do gênero Clathromangelia, pertencente à família Raphitomidae.